# Tanja Hausner
Pour les articles homonymes, voir Hausner.
Tanja Hausner (née en 1970) est une costumière autrichienne.

## Biographie
Tanja Hausner est la fille du peintre Rudolf Hausner et de son épouse peintre Anne Hausner (née en 1943). Sa demi-soeur est la peintre Xenia Hausner.
Au début de sa carrière, elle est principalement responsable des costumes dans les films de sa sœur, la réalisatrice Jessica Hausner, et plus tard elle collabore notamment avec Ulrich Seidl sur la trilogie Paradis.
Au Prix du cinéma autrichien, elle est nommée pour la meilleure création de costumes en 2014 pour Der Fall Wilhelm Reich et en 2015 pour Amour Fou.
Elle reçoit le Deutscher Filmpreis pour son travail pour Le Joueur d'échecs en 2021 et Sissi et Moi en 2023.
Tanja Hausner est membre de l'Académie du cinéma autrichien (de) et de l'Association des créateurs de films autrichiens (de).
Elle est également peintre et autrice et illustratrice de livres pour enfants.

## Filmographie
- 1995 : Flora (court métrage, réalisation : Jessica Hausner)
- 1999 : Inter-View (réalisation : Jessica Hausner)
- 2001 : Lovely Rita (réalisation : Jessica Hausner)
- 2004 : Fils de pute (réalisation : Michael Sturminger (de))
- 2004 : Hôtel (réalisation : Jessica Hausner)
- 2009 : Lourdes (réalisation : Jessica Hausner)
- 2012 : Spanien (réalisation : Anja Salomonowitz (de))
- 2012 : Paradis : Amour (réalisation : Ulrich Seidl)
- 2012 : Paradis : Foi (réalisation : Ulrich Seidl)
- 2012 : Der Fall Wilhelm Reich (réalisation : Antonin Svoboda)
- 2013 : Paradis : Espoir (réalisation : Ulrich Seidl)
- 2013 : Die 727 Tage ohne Karamo (réalisation : Anja Salomonowitz)
- 2014 : Amour fou (réalisation : Jessica Hausner)
- 2014 : Goodnight Mommy (réalisation : Veronika Franz et Severin Fiala)
- 2014 : Bocksprünge (réalisation : Eckhard Preuß (de))
- 2015 : Drei Eier im Glas (réalisation : Antonin Svoboda)
- 2016 : Kater (réalisation : Klaus Händl)
- 2016 : Stille Reserven (de) (réalisation : Valentin Hitz)
- 2017 : Animals (réalisation : Greg Zglinski)
- 2017 : Life Guidance (de) (réalisation : Ruth Mader)
- 2018 : Angelo (de)  (réalisation : Markus Schleinzer)
- 2019 : Little Joe (réalisation : Jessica Hausner)
- 2019 : Lillian (réalisation : Andreas Horvath (de))
- 2021 : Great Freedom (réalisation : Sebastian Meise (de))
- 2021 : Le Joueur d'échecs (réalisation : Philipp Stölzl)
- 2022 : Rimini (réalisation : Ulrich Seidl)
- 2022 : Serviam - Ich will dienen (de) (réalisation : Ruth Mader)
- 2022 : Sparta (réalisation : Ulrich Seidl)
- 2022 : Im Land der starken Frauen (réalisation : Anja Salomonowitz)
- 2023 : Sissi et Moi (réalisation : Frauke Finsterwalder)
- 2023 : Club Zero (réalisation : Jessica Hausner)

## Récompenses
- Prix du cinéma autrichien 2019 pour Angelo
- Deutscher Filmpreis 2021 pour Le Joueur d'échecs
- Prix du cinéma autrichien 2022 pour Le Joueur d'échecs
- Deutscher Filmpreis 2023 pour Sissi et Moi